# جیکیریچا
جیکیریچا (به پرتغالی: Jiquiriçá) یک منطقهٔ مسکونی در برزیل است که در باهیا واقع شده‌است. جیکیریچا ۱۴٬۵۵۷ نفر جمعیت دارد.